# Darmstadt
Darmstadt là một thành phố trong Bundesland (bang) Hessen ở Đức, nằm ở phần phía nam của khu vực Main Rhine.
Các loại đất cát ở khu vực Darmstadt không màu mỡ, trước thời kỳ có phân bón hóa học đã không phù hợp cho nông nghiệp, điều này đã khiến khu vực này không có các khu định cư lớn phát triển, cho đến khi thành phố trở thành thủ phủ của Landgraves Hessen-Darmstadt trong thế kỷ 16.
Là trung tâm hành chính của một lãnh địa ngày càng thịnh vượng, thành phố đã đạt được trong sự nổi bật trong thế kỷ sau đó. Trong thế kỷ 20, công nghiệp (đặc biệt là hoá chất) cũng như khoa học và điện tử lớn (sau này là công nghệ thông tin) lĩnh vực ngày càng trở nên quan trọng, và vẫn còn một phần quan trọng của nền kinh tế của thành phố. Darmstadt cũng phát triển lĩnh vực giáo dục đại học lớn, với ba trường đại học lớn và các tổ chức liên quan.
Khác với các thành phố khác ở Đức, Darmstadt là một trong vài thành phố ở Đức không nằm gần một con sông, hồ hoặc bờ biển. Đây cũng là thành phố có nhiều nắng nhất trong tiểu bang Hesse. Darmstadti, nguyên tố hóa học (số nguyên tử 110) được đặt tên theo thành phố, Đã được tổng hợp tại Trung tâm GSI cho Nghiên cứu Ion nặng (Gesellschaft für Schwerionenforschung) ở Darmstadt-Arheilgen.